# ヨン・イサギレ
ヨン・イサギレ（Ion Izagirre、1989年2月4日 - ）は、スペイン・バスク州ギプスコア県オルマイステギ出身の自転車競技（ロードレース）選手。Jon Izagirreと表記されることもある。日本語では名は「イオン」「ホン」等と表記されることもある。兄のゴルカ・イサギレも自転車競技選手である。

## 来歴
2009年、シクロクロス・バスク選手権 U23部門 優勝。2010年、オルベアと契約。2011年、エウスカルテル・エウスカディに移籍。

### 2012年
- ジロ・デ・イタリア
  - 区間1勝(第16)
- ツール・ド・ポローニュ 総合7位

### 2013年
- ツアー・ダウンアンダー 総合4位

### 2014年
- ロードレース・スペイン選手権 優勝

ツール・ド・ポローニュ 総合2位

### 2015年
- ツール・ド・ポローニュ 総合優勝

### 2016年
- ヴォルタ・アン・アルガルヴェ 総合2位
- ツール・ド・ロマンディ 総合3位
  - 区間1勝（プロローグ、ITT）
- ツール・ド・スイス 総合2位
  - 区間1勝（第8、ITT）
- ツール・ド・フランス
  - 区間優勝　（第20ステージ）

### 2017年
- バーレーン・メリダへ移籍
- ブエルタ・アル・パイス・バスコ 総合3位

### 2018年
- イツリア・バスク・カントリー　総合3位

### 2019年
- アスタナ・プロチームへ移籍
- ボルタ・ア・ラ・コムニタ・バレンシアナ　総合優勝
- パリ〜ニース　区間優勝（第8ステージ）
- イツリア・バスク・カントリー　 総合優勝

### 2020年
- ブエルタ・ア・エスパーニャ 区間優勝（第6ステージ）

### 2021年
- イツリア・バスク・カントリー 区間優勝（第4ステージ）
- スペイン選手権　個人タイムトライアル 優勝

### 2022年
- イツリア・バスク・カントリー 区間優勝（第6ステージ）

### 2023年
- グラン・プレミオ・ミゲル・インドゥライン 優勝
- ツール・ド・フランス 区間優勝（第12ステージ）